# (5867) 1988 RE
Az (5867) 1988 RE egy marsközeli kisbolygó. J. Phinney fedezte fel 1988. szeptember 11-én.